# 91287 Simon-Garfunkel
91287 Simon-Garfunkel è un asteroide della fascia principale. Scoperto nel 1999, presenta un'orbita caratterizzata da un semiasse maggiore pari a 2,2886816 UA e da un'eccentricità di 0,1065996, inclinata di 6,22119° rispetto all'eclittica.
L'asteroide deve il suo nome alla famosa coppia di musicisti Simon & Garfunkel.